# Lee Jae-an
Đây là một tên người Triều Tiên, họ là Lee.
Lee Jae-An  (tiếng Hàn: 이재안; sinh ngày 21 tháng 6 năm 1988) là một cầu thủ bóng đá Hàn Quốc thi đấu ở vị trí tiền đạo cho Asan Mugunghwa FC ở K League Challenge.

## Sự nghiệp câu lạc bộ
Lee nằm trong những cầu thủ tuyển của FC Seoul từ đợt tuyển quân năm 2011, và ra mắt chuyên nghiệp ngày 2 tháng 3 năm 2011 khi vào sân từ ghế dự bị trong thắng lợi tại vòng bảng ở Giải vô địch bóng đá các câu lạc bộ châu Á 2011 của Seoul trước Al Ain. Ngày 19 tháng 1 năm 2012, anh được Gyeongnam FC trao đổi để lấy hậu vệ Kim Joo-Young.

## Thống kê sự nghiệp câu lạc bộ
Tính đến 19 tháng 1 năm 2012
| Thành tích câu lạc bộ | Thành tích câu lạc bộ | Thành tích câu lạc bộ | Giải vô địch | Giải vô địch | Cúp     | Cúp       | Cúp Liên đoàn                  | Cúp Liên đoàn                  | Châu lục | Châu lục  | Tổng cộng | Tổng cộng |
| Mùa giải              | Câu lạc bộ            | Giải vô địch          | Số trận      | Bàn thắng    | Số trận | Bàn thắng | Số trận                        | Bàn thắng                      | Số trận  | Bàn thắng | Số trận   | Bàn thắng |
| Hàn Quốc              | Hàn Quốc              | Hàn Quốc              | Giải vô địch | Giải vô địch | Cúp FA  | Cúp FA    | Cúp Liên đoàn bóng đá Hàn Quốc | Cúp Liên đoàn bóng đá Hàn Quốc | Châu Á   | Châu Á    | Tổng cộng | Tổng cộng |
| --------------------- | --------------------- | --------------------- | ------------ | ------------ | ------- | --------- | ------------------------------ | ------------------------------ | -------- | --------- | --------- | --------- |
| 2011                  | FC Seoul              | K League              | 7            | 0            | 0       | 0         | 0                              | 0                              | 6        | 0         | 13        | 0         |
| 2012                  | Gyeongnam FC          | K League              |              |              |         |           |                                |                                | -        | -         |           |           |
| Tổng cộng sự nghiệp   | Tổng cộng sự nghiệp   | Tổng cộng sự nghiệp   | 7            | 0            | 0       | 0         | 0                              | 0                              | 6        | 0         | 13        | 0         |